# تصوير ومضي
التصوير الومضي (بالإنجليزية: Scintigraphy)‏ هو إحدى عمليات التصوير الطبي التي تُسْتَخْدَم في مجال الطب النووي لتشخيص الأمراض، حيث يُحْقَن المريض داخلياً بنظائر مشعّة ( تدعى هنا بالمستحضرات الدوائية المشعّة أو القوائف المشعّة), وبعد ذلك تُلْتَقَط الإشعاعات المنبعثة من جسم المريض بواسطة كاشفات خارجية (كاميرا أشعة غاما) لتشكيل صور ذات بعدين. وفي المقابل فإن كلاً من تقنية (SPECT) و (PET) في التصوير تعطي صوراً ثلاثية الأبعاد وبالتالي فإنه تُصَنَّف كتقنيات منفصلة عن التصوير الومضاني بالرغم من أنها تستخدم أشعة كاميرات غاما للكشف عن الإشعاع الداخلي.
لا يمكن تشبيه التصوير الومضاني بالتشخيص بالأشعة السينية والتي يُمَرَّر فيها الشعاع الخارجي عبر الجسم من أجل الحصول على الصورة.

## التصوير الومضاني لعضو أو لمجموعة الأعضاء

### نظام الصفراوية (ومضان الجهاز الصفراوي)
يدعى تشخيص نظام المرارة في هذه الطريقة بومضان الجهاز الصفراوي وفيه يُشَخَّص الانسداد في القناة الصفراوية بسبب حصاة في المرارة حصاة صفراوية. كما أنه يمكن أيضاً تشخيص أمراض المرارة مثل تسرّب العصارة الصفراوية من النواسير الصفراوية. قي ومضان الجهاز الصفراوي تؤخذ المادة الكيميائية المشعة المحقونة من قبل الكبد لتُفرَزَ مع الصفراوية. ثم تسير المادة المشعة إلى القنوات الصفراوية، المرارة والأمعاء. ثم تُوضَع كاميرا غاما على البطن لتصوير هذه الأعضاء. وبشكل مشابه يُفْحَصُ ومضياً لأعضاء أخرى.

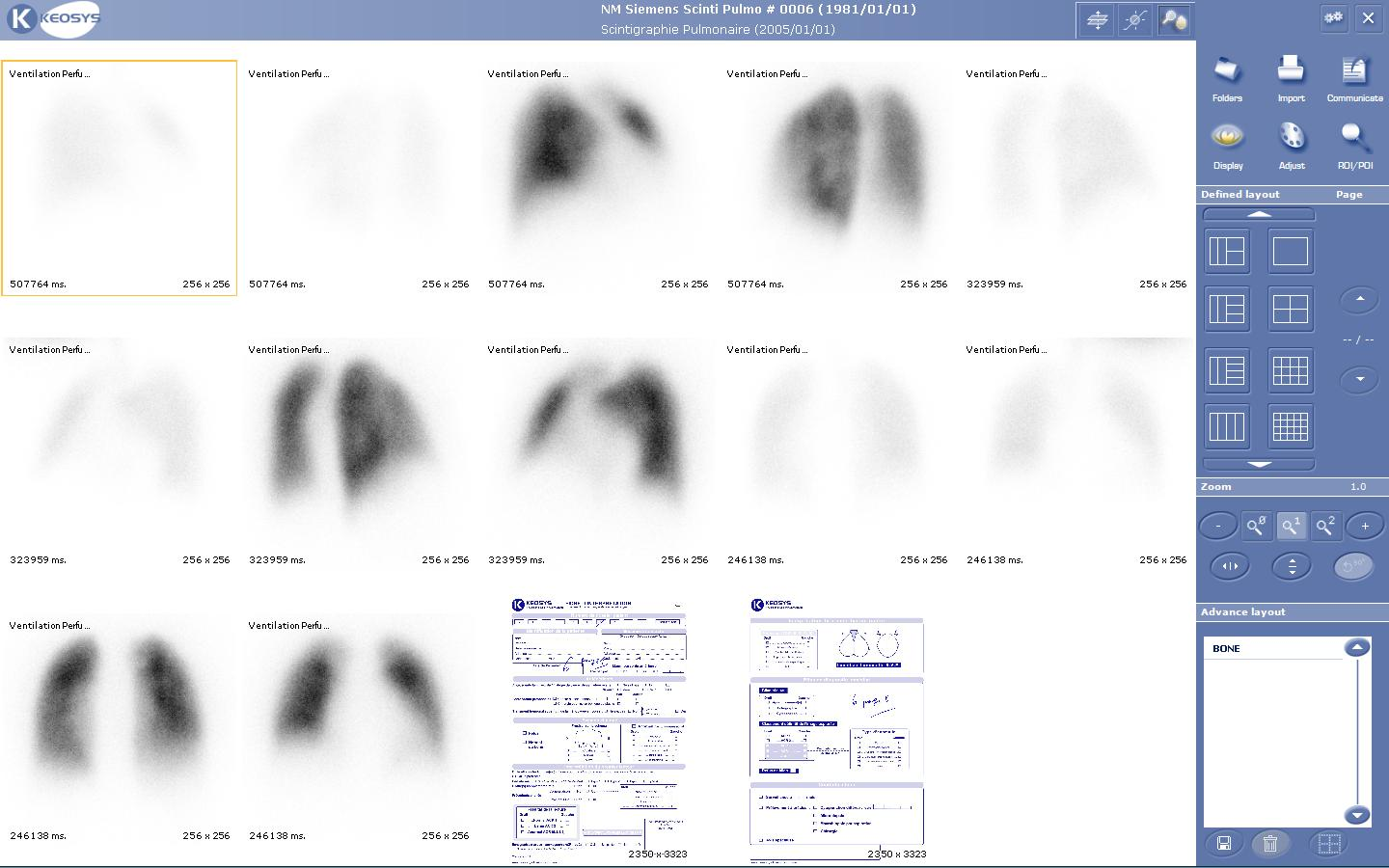
ومضان الرئة_تقييم سرطان الرئة

### ومضان الرئة
يعد تشخيص الانسداد الرئوي من أكثر الاستخدامات شيوعاً لومضان الرئة, مع مسح تهوية/تروية مثلاً. أما أقل الاستخدامات شيوعاً لومضان الرئة فهي لتقييم حالة الرئة قبل الغرس أو قبل العمل الجراحي أو لتقييم تناظر الرئة نحو اليمين ونحو اليسار.

### العظام
فعلى سبيل المثال يمكن أن يؤخذ ديفوسفونات الميثيلين اللجيني (MDP) بشكل مفضل أكثر في العظام، حيث يرتبط الـ MDP مع Tc99m كيميائيا فينتقل النشاط الإشعاعي ليرتبط بالعظام بواسطة هيدروكسيباتيت من أجل التصوير. إن أي وظيفة فيزيولوجية زائدة- ككسر في العظام- ستعني عادة زيادة في تركير المتتبّع ( مقتفي الأثر the tracer).

### الغدد جارات الدرقية
يُكْشَف عن ومضان الغدد جارات الدرقية باستخدام (Tc99m-sestamibi)

### الغدة الدرقية
في عميلة ومضان الغدة الدرقية يُكْشَف بشكل عام عن النقيلة وعن وظائف الغدة الدرقية باستخدام نظائر اليود المشع و التكتينيوم (Tc99m) ولهذا الغرض فإن نظائر اليوديد لا تحتاج لأن ترتبط ببروتينات أو جزيئات أخرى لأن أنسجة الغدة الدرقية تستهلك اليوديد الحر بشكل فعال.

### كامل الجسم
كمثال على ذلك: المسح بالغاليوم ومسح خلايا الدم البيضاء بالإنديوم ومسح ال(MIBG) ومسح (octreotide). يستخدم مسح ال(MIBG) للكشف عن الأنسجة الأدرينالية والتي يمكن استخدامها لتحديد مواقع الأورام كأورام القواتم (pheochromocytomas) والأورام العصبية الأرومية(neuroblastomas).

## فحوصات وظيفية
في بعض الفحوصات المعينة كاختبار شيلينغ واختبار نفس اليوريا ( Urea breath test ) ويستخدم في ذلك بعض النظائر المشعة.